# تشارلي ووكر (لاعب كريكت)
تشارلي ووكر (19 فبراير 1909 في أستراليا - 18 ديسمبر 1942 في ألمانيا) (بالإنجليزية: Charlie Walker)‏ هو لاعب كريكت أسترالي. لعب مع فريق جنوب أستراليا للكريكت ‏.

## وصلات خارجية
- تشارلي ووكر على موقع إي آس بي آن كريك إنفو (الإنجليزية)